# Pietro Giovanni Delprato
Pietro Giovanni Delprato (San Secondo Parmense, 12 dicembre 1815 – Parma, 29 gennaio 1880) è stato un veterinario, patologo, igienista e ornitologo italiano.

## Biografia
Studiò medicina nelle scuole superiori di Parma in quanto l'Università degli Studi di Parma era stata chiusa per i moti del 1831. Allievo di Giacomo Tommasini, si laureò poi in Medicina nel 1838. Successivamente studiò veterinaria all'Imperial Regio Istituto veterinario di Milano a partire dal 1843, laureandosi il 4 settembre 1844. Ritornato a Parma fu clinico veterinario e direttore della Scuola veterinaria di Parma pressoché ininterrottamente dalla sua riattivazione (1845) fino alla morte (1880).
Delprato pubblicò numerosi lavori di patologia veterinaria, zootecnia e igiene pubblica, interessandosi in particolare alle cause di aborto nelle vacche, alla Corea dei maiali, alla morva, e alla rabbia e alle patologie dei volatili. Assieme al suo allievo Sebastiano Rivolta pubblicò fra l'altro un trattato di ornitologia giudicato per molti anni di alto interesse scientifico e pratico. Si occupò dell'organizzazione universitaria degli studi di veterinaria in Italia, opponendosi a un decreto di Vittorio Emanuele II del 1860 che considerava superiori solo le sedi di Milano e Torino escludendo tutte le altre. Si interessò anche di storia della medicina, curando edizioni moderne di testi antichi.